# Ray Weston
Ray Weston (Glasgow, 20 januari 1954) is een Schotse drummer, die in tal van muziekgroepen heeft gespeeld.
Weston begon in zijn jeugd te drummer, hij kreeg zijn eerste drumstel toen hij 16 was en vertrok op zijn 20e naar Londen om zich in de muziekwereld te storten. Een van de eerste bandjes was Contraband (1975) van Mae MacKenna uit Schotland, dat een platenconctract had gekregen van Transatlantic Records, maar vrij snel daarna ontbonden werd. Daarna schoof Weston door van artiest naar artiest, waaronder Robert Palmer, Tom Jones, Big Audio Dynamite, Wishbone Ash, Björk, Bill Wyman, Andy Summers, Adrian Smith (van Iron Maiden), Mick Jones (van The Clash), Gavin Rossdale (Bush), Lulu, Billy Currie’s Ultravox, Belinda Carlisle, Peter Green (van Fleetwood Mac), Del Shannon, Right Said Fred, Rolf Harris, T'pau, Moody Blues, Bay City Rollers en Steve Howe (van Yes).
Voor Wishbone Ash kwam hij twee keer uit. Hij maakte kennis met Martin Turner tijdens diens startende (maar niet van de grond komende) Wolf Gang. In 1990 belde Turner of hij zin had mee te spelen op Strange affair. Weston bleef vier jaar en ging toen spelen in een band World of Leather. In 1998 werd hij gebeld door Andy Powell, die om een drummer verlegen zat; hij verbleef toen tot 2007 in Wishbone Ash.
Daarnaast speelde Weston in een tv-band met optredens onder meer in The Paul Merton Show.